# Pentazina
La pentazina es un compuesto químico cuya estructura es la de un anillo de benceno en el que cinco de los grupos metino son reemplazados por átomos de nitrógeno. Su fórmula molecular es CHN5. El nombre Pentazine se utiliza en la nomenclatura de derivados de este compuesto.